# Stromanthe pluriflora
Stromanthe pluriflora är en strimbladsväxtart som beskrevs av Otto Georg Petersen och Johannes Eugen ius Bülow Warming. Stromanthe pluriflora ingår i släktet broktoppar, och familjen strimbladsväxter. Inga underarter finns listade.